# Воздушный бой над Баня-Лукой
Возду́шный бой над Ба́ня-Лу́кой (серб. Бањалучки инцидент) — воздушный бой 28 февраля 1994 года между истребителями ВВС США и штурмовиками 105-й авиационной бригады Сербского войска Краины, которыми управляли пилоты из Войска Республики Сербской.
Это был единственный известный воздушный бой в ходе Боснийской войны, а также первый случай участия в боевых действиях в истории НАТО.

## История
С апреля 1993 года НАТО проводила над Боснией операцию «Deny Flight», направленную на пресечение полётов боевой авиации враждующих сторон согласно резолюции Совета Безопасности ООН 816, дававшей право принимать для этого «все необходимые и соразмерные конкретным обстоятельствам и характеру полетов меры».
28 февраля 1994 года по просьбе Войска Республики Сербской 105-я бригада Сербского войска Краины выделила шесть штурмовиков J-21 «Ястреб» для атаки на военные заводы боснийских мусульман в Травнике и Бугойне. За штурвалами пяти из них были пилоты из состава ВРС, в шестом находился начальник штаба 105-й бригады СВК Урош Студен. Прикрытие осуществляли два штурмовика J-22 «Орао» из ВРС.
Утром в понедельник 28 февраля 1994 года самолёт дальнего радиолокационного обнаружения E-3 засёк в районе Баня-Луки неопознанные летательные аппараты. На перехват были отправлены два американских истребителя F-16 (526-я тактическая истребительная эскадрилья «Black Knights»). Неопознанные самолёты оказались шестью штурмовиками J-21 «Ястреб», за штурвалами которых были пилоты боснийских сербов. Штурмовики проигнорировали сделанное с E-3 двукратное предупреждение о необходимости покинуть запретную для полётов зону. Они продолжали выполнять боевое задание и сбросили бомбы на военный завод в Травнике.
После этого американские истребители атаковали их ракетами «воздух—воздух». У штурмовиков не было противовоздушного оружия, а малая скорость не позволяла уйти от сверзвуковых истребителей, поэтому все шесть «ястребов» стали лёгкой целью для «соколов». Капитан Роберт Райт последовательно сбил три штурмовика. Затем пара F-16 прекратила преследование и взяла курс на авиабазу Авиано (Италия) по причине израсходования основной части топлива. Им на смену пришла другая пара F-16, которой удалось сбить ещё один штурмовик.
По итогам воздушного боя двум пилотам ВВС США были засчитаны в общей сложности четыре воздушные победы. Однако по сербским источникам было потеряно пять штурмовиков из шести (шестой «Ястреб» был повреждён), погибли три пилота — Ранко Вукмирович, Горан Зарич и Звездан Пешич. Это был единственный воздушный бой авиации НАТО в ходе операции «Deny Flight».